# 野口勇博物館
野口勇博物館（英語：Noguchi Museum）是一家紐約市的博物館，主要收藏日裔美籍雕塑家野口勇的立體作品，全名叫Isamu Noguchi Garden Museum，位於紐約市東河旁皇后區的長島市內。
建築共兩層，占地24,000平方英尺（2,200平方），內有12個畫廊。
此博物館原本是野口勇的住宅兼工作室，在1985年開放（野口勇於1988年去世），目前也收藏有其他當代優秀雕塑家的作品，曾在2003年整修，於2004年6月重新開放，提供有教育研究中心和開放式花園，比較大的特色是與日本的野口勇基金會合作，不定期的展出日本優秀雕塑家的作品。

## 外部連結
- The Noguchi Museum （页面存档备份，存于）
- A quick visit to the Noguchi Museum
- Tree of heaven woodshop